# Lütisburg
Lütisburg is een gemeente en plaats in het Zwitserse kanton Sankt Gallen, en maakt deel uit van het district Toggenburg.
Lütisburg telt 1345 inwoners.